# Albert Weil
Albert Paul Moïse Weil (París, 26 de desembre de 1880 - París, 5 de desembre de 1945) va ser un regatista francès que va competir a començaments del segle xx.
El 1920 va prendre part en els Jocs Olímpics d'Anvers, on va guanyar la medalla de plata en els 6,5 metres (1919 rating) del programa de vela, a bord del Rose Pompon. Compartia tripulació amb Félix Picon i Robert Monier.